# لیندزی، شهرستان ریوز، تگزاس
لیندزی (به انگلیسی: Lindsay) یک منطقهٔ مسکونی در ایالات متحده آمریکا است که در شهرستان ریوز، تگزاس واقع شده‌است. لیندزی ۲۷۱ نفر جمعیت دارد.